# Южный Парк (8-й сезон)
Восьмой сезон американского анимационного телесериала «Южный Парк» впервые транслировался в США на телеканале Comedy Central с 17 марта по 15 декабря 2004 года.
Это первый сезон, в котором Эйприл Стюарт озвучивает большинство женских персонажей вместо Элизы Шнайдер, которая покинула шоу из-за спора о контракте.
В DVD-комментарии к эпизоду «Удивительный дар Картмана» соавтор сериала Трей Паркер назвал восьмой сезон «годом из ада» из-за изнурительного рабочего графика, в рамках которого он и соавтор Мэтт Стоун работали над сериалом и их художественным фильмом «Отряд „Америка“: Всемирная полиция» одновременно.

## Актёрский состав
- Трей Паркер — Стэн Марш / Эрик Картман / Рэнди Марш / мистер Гаррисон / Клайд Донован / мистер Маки / Стивен Стотч / Джимми Волмер / Тимми Барч / Филлип
- Мэтт Стоун — Кайл Брофловски / Кенни Маккормик / Баттерс Стотч / Джеральд Брофловски / Крэйг Такер / Джимбо Керн / Терренс
- Эйприл Стюарт — Лиэн Картман / Шелли Марш / Шерон Марш / мэр Мэкдэниэлс / миссис Маккормик / Венди Тестабургер / директриса Виктория
- Мона Маршалл — Шейла Брофловски / Линда Стотч
- Айзек Хейз — Шеф

## Эпизоды
| № общий | № в сезоне | Название                                                                   | Режиссёр    | Автор сценария | Дата премьеры   | Произв. код |
| --- | ---------- | -------------------------------------------------------------------------- | ----------- | -------------- | --------------- | ----------- |
| 112 | 1          | «Славные времена с оружием» «Good Times with Weapons»                      | Трей Паркер | Трей Паркер    | 17 марта 2004   | 801         |
| Друзья покупают на ярмарке японское холодное оружие и воображают себя аниме-персонажами. Их противником становится профессор Хаос.                                                                    |            |                                                                            |             |                |                 |             |
| 113 | 2          | «Обратная сторона стероидов» «Up the Down Steroid»                         | Трей Паркер | Трей Паркер    | 24 марта 2004   | 803         |
| Джимми и Тимми участвуют в специальных олимпийских играх. Чтобы выиграть, Джимми принимает стероиды, а Картман притворяется умственно отсталым, чтобы участвовать и выиграть приз.                    |            |                                                                            |             |                |                 |             |
| 114 | 3          | «Страсти жидовы» «The Passion of the Jew»                                  | Трей Паркер | Трей Паркер    | 31 марта 2004   | 804         |
| Картман убеждает Кайла посмотреть фильм Мела Гибсона «Страсти Христовы» и создаёт антисемитскую организацию.                                                                                          |            |                                                                            |             |                |                 |             |
| 115 | 4          | «Вас только что в’ли в ж’у» «You Got F’d in the A»                         | Трей Паркер | Трей Паркер    | 7 апреля 2004   | 805         |
| Стэн должен собрать команду и победить в танцевальном состязании команду из другого округа. Он просит помощи Баттерса — экс-чемпиона штата по чечётке.                                                |            |                                                                            |             |                |                 |             |
| 116 | 5          | «ШИКАРН-О» «Awesom-O»                                                      | Трей Паркер | Трей Паркер    | 14 апреля 2004  | 802         |
| Картман притворяется роботом, чтобы выведать секреты Баттерса, а затем осмеять его. Внезапно выясняется, что Баттерс сам знает одну из страшных тайн Эрика.                                           |            |                                                                            |             |                |                 |             |
| 117 | 6          | «Джефферсоны» «The Jeffersons»                                             | Трей Паркер | Трей Паркер    | 21 апреля 2004  | 807         |
| Все дети города хотят дружить с новым богатым соседом, который обожает общаться с детьми. Полиция им тоже интересуется.                                                                               |            |                                                                            |             |                |                 |             |
| 118 | 7          | «Goobacks»                                                                 | Трей Паркер | Трей Паркер    | 28 апреля 2004  | 806         |
| Горожане в ярости, так как город заполонили пришельцы из будущего, готовые работать за копейки — ведь в 3045 году наступит тотальная безработица.                                                     |            |                                                                            |             |                |                 |             |
| 119 | 8          | «Клизма и дерьмо» «Douche and Turd»                                        | Трей Паркер | Трей Паркер    | 27 октября 2004 | 808         |
| Общество защиты животных протестует против использования коровы в качестве талисмана школы. Стэн не хочет голосовать на выборах нового талисмана, где разгорается борьба кандидатов Кайла и Картмана. |            |                                                                            |             |                |                 |             |
| 120 | 9          | «Кое-что о том, как пришёл Wall-Mart» «Something Wall-Mart This Way Comes» | Трей Паркер | Трей Паркер    | 3 ноября 2004   | 809         |
| В Южном Парке открывается супермаркет Wall-Mart, и все маленькие магазины разоряются. Постепенно супермаркет порабощает жителей города.                                                               |            |                                                                            |             |                |                 |             |
| 121 | 10         | «Детский сад» «Pre-School»                                                 | Трей Паркер | Трей Паркер    | 10 ноября 2004  | 810         |
| Друзья в панике, потому что их старый знакомый Трент Бойетт выходит из тюрьмы и хочет им отомстить. Они ищут помощи у шестиклассников и у Шелли.                                                      |            |                                                                            |             |                |                 |             |
| 122 | 11         | «В погоне за рейтингами» «Quest for Ratings»                               | Трей Паркер | Трей Паркер    | 17 ноября 2004  | 811         |
| Друзья работают над телепередачей и стараются обогнать передачу Крэйга по популярности. Для этого они решают попробовать декстрометорфан-содержащий сироп от кашля.                                   |            |                                                                            |             |                |                 |             |
| 123 | 12         | «Видеонабор тупой испорченной шлюхи» «Stupid Spoiled Whore Video Playset»  | Трей Паркер | Трей Паркер    | 1 декабря 2004  | 812         |
| Все четвероклассницы, кроме Венди, хотят быть похожими на богатую и знаменитую Пэрис Хилтон, гордящуюся тем, что она тупая и избалованная шлюха.                                                      |            |                                                                            |             |                |                 |             |
| 124 | 13         | «Удивительный дар Картмана» «Cartman’s Incredible Gift»                    | Трей Паркер | Трей Паркер    | 8 декабря 2004  | 813         |
| Сержант Ейтц считает, что Картман обладает паранормальными способностями, и использует его как детектива-медиума, чтобы найти серийного убийцу.                                                       |            |                                                                            |             |                |                 |             |
| 125 | 14         | «Рождество у лесных тварей» «Woodland Critter Christmas»                   | Трей Паркер | Трей Паркер    | 15 декабря 2004 | 814         |
| Стэн помогает лесным тварям, ожидающим рождение своего спасителя, но выясняется, что служат они совсем не тому спасителю.                                                                             |            |                                                                            |             |                |                 |             |